# Kajakarstwo na Letnich Igrzyskach Olimpijskich 1948 – K-1 500 m kobiet
Zawody w kajakarstwie klasycznym (K1) na dystansie 500 m kobiet na Letnich Igrzyskach Olimpijskich 1948 zostały rozegrane 12 sierpnia 1948 r. W zawodach wzięło udział 10 zawodniczek z 10 państw. Zawody składały się z eliminacji i finału.

## Rezultaty

### Eliminacje
| Poz. | Zawodniczka       | Reprezentacja   | Czas   | Uwagi |
| ---- | ----------------- | --------------- | ------ | ----- |
| 1    | Růžena Košťálová  | Czechosłowacja  | 2:39,6 | Q     |
| 2    | Sylvi Saimo       | Finlandia       | 2:41,7 | Q     |
| 3    | Anna van Marcke   | Belgia          | 2:44,7 | Q     |
| 4    | Catherine Vautrin | Francja         | 2:45,2 | Q     |
| 5    | Joyce Richards    | Wielka Brytania | 3:00,1 |       |

| Poz. | Zawodniczka                | Reprezentacja | Czas   | Uwagi |
| ---- | -------------------------- | ------------- | ------ | ----- |
| 1    | Karen Hoff                 | Dania         | 2:32,2 | Q     |
| 2    | Lida van der Anker-Doedens | Holandia      | 2:35,4 | Q     |
| 3    | Fritzi Schwingl            | Austria       | 2:35,7 | Q     |
| 4    | Klára Bánfalvi             | Węgry         | 2:37,5 | Q     |
| 5    | Ingrid Apelgren            | Szwecja       | 2:38,5 |       |

### Finał
| Poz. | Zawodniczka                | Reprezentacja  | Czas   |
| ---- | -------------------------- | -------------- | ------ |
|      | Karen Hoff                 | Dania          | 2:31,9 |
|      | Lida van der Anker-Doedens | Holandia       | 2:32,8 |
|      | Fritzi Schwingl            | Austria        | 2:32,9 |
| 4    | Klára Bánfalvi             | Węgry          | 2:33,8 |
| 5    | Růžena Košťálová           | Czechosłowacja | 2:38,2 |
| 6    | Sylvi Saimo                | Finlandia      | 2:38,4 |
| 7    | Anna van Marcke            | Belgia         | 2:43,4 |
| 8    | Catherine Vautrin          | Francja        | 2:44,4 |